# Galium kaganense
Galium kaganense är en måreväxtart som beskrevs av Reba Bhattacharjee. Galium kaganense ingår i släktet måror, och familjen måreväxter.
Artens utbredningsområde är Pakistan. Inga underarter finns listade i Catalogue of Life.